# 소콜 우주복

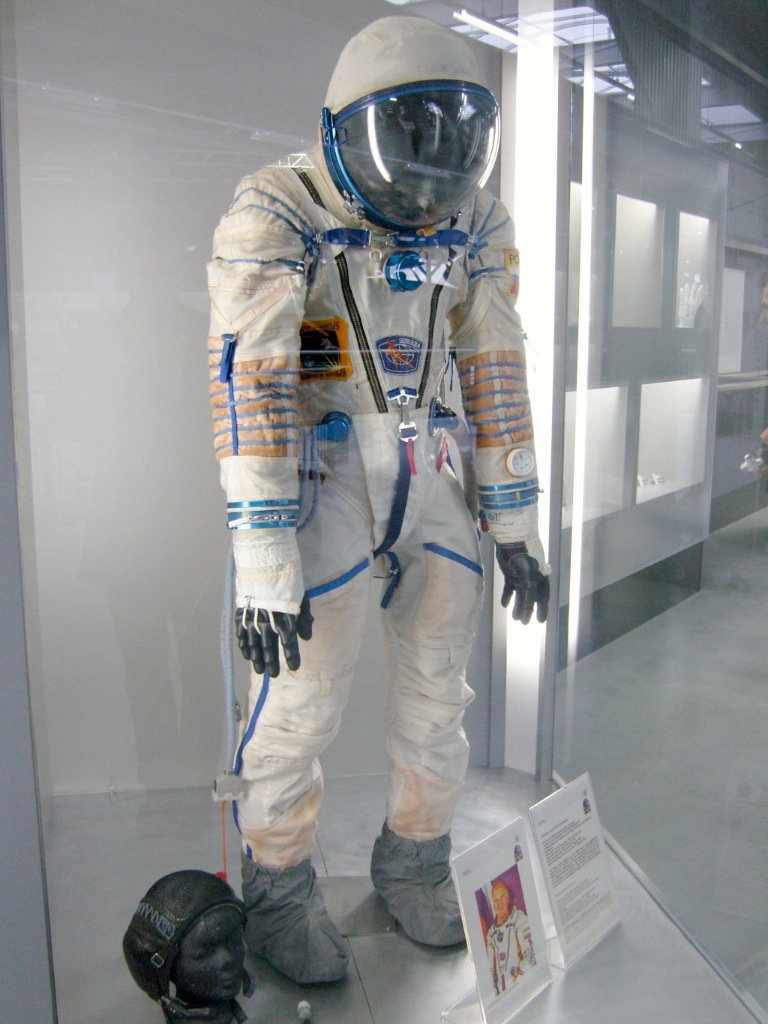

소콜은 러시아의 선내 우주복이다. 주로 소유스 우주선을 탑승할 때 입는다. 소콜은 지난 20여년간 세계에서 많은 우주인이 착용한 우주복이다.

## 역사
1980년대 소콜K가 개발된 다음 소콜 KV가 개발되었고, 현재 사용되고 있는 형식은 소콜KV2이다. 참고로 소콜은 러시아어로'매'라는 뜻
이다.

## 특징
소콜의 겉감은 나일론이지만 안감은 고무를 입힌 폴리아미드라는 첨단소재로, 영상 120도의 고온과 영하 120도의 저온에서 견딜 수 있는 단열 효과가 뛰어나다. 소콜에 달려있는 2개의 케이플은 산소를 공급하고 이산화탄소를 배출하는데 쓰인다. 소콜은 상,하의 일체형이다. 입는 방법은 앞쪽의 지퍼를 열고 이 부분을 통해 다리를 먼저 넣어 착용한다. 미국의 우주복은 각자 몸에 맞게 제작된 반면 소콜은 팔과 다리, 가슴 부분에 있는 끈으로 조절할 수 있다. 기압이 낮을때는 팽팽하게 공기가 채워져 있어서 움직이기 어렵다. 만일상황의 대비, 기압을 낮출 수 있는 장치가 있다. 하지만 너무 낮은 기압에서는 승무원에게 해를 입힐 수 있어서 15분 동안 착용하지 않는다.

## 같이 보기
- 올란 우주복